# Chadefaudia marina
Chadefaudia marina är en svampart som beskrevs av Feldm.-Maz. 1957. Chadefaudia marina ingår i släktet Chadefaudia och familjen Halosphaeriaceae.   Inga underarter finns listade i Catalogue of Life.